# ヴェルナー・アンドレアス・アルベルト
ヴェルナー・アンドレアス・アルベルト（Werner Andreas Albert, 1935年1月10日 - 2019年11月10日）は、ドイツ出身の指揮者。

## 経歴
ヴァインハイムの生まれ。ハイデルベルク大学で音楽学を学ぶ傍ら、ヘルベルト・フォン・カラヤンとハンス・ロスバウトに指揮法を学ぶ。1961年にハイデルベルク室内管弦楽団を振って指揮者デビューを果たした。1963年に北西ドイツ・フィルハーモニー管弦楽団の首席指揮者に就任し、1971年にグルベンキアン管弦楽団の首席指揮者に転任した。1974年にはニュルンベルク交響楽団の首席指揮者に転任し、1980年まで務めた。1983年から1990年までクイーンズランド交響楽団の首席指揮者を歴任し、1993年にはクイーンズランド・フィルハーモニー管弦楽団の顧問となり、1995年から1998年まで同楽団の首席指揮者を務めた。
1998年にはバイエルン芸術アカデミーからフリードリヒ・バウアー賞を授与されている。